# Phyllarthrius africanus
Phyllarthrius africanus là một loài bọ cánh cứng trong họ Cerambycidae.